# Joanna Białousz
Joanna Białousz – polska scenograf filmowa i dekoratorka wnętrz.
Absolwentka Wydziału Architektury Politechniki Warszawskiej. Członkini Polskiej Akademii Filmowej. Dwukrotnie nominowana do Polskiej Nagrody Filmowej w kategorii najlepsza scenografia.

## Filmografia[1]
scenografia:
- Trędowata (serial, 1999–2000)
- Graczykowie (serial, 1999–2001)
- Szpital na perypetiach (serial, 2001–2003)
- Daleko od noszy (serial, 2003-2011)
- Skazany na bluesa (2005)
- Ja wam pokażę! (2005)
- Rezerwat (2007)
- Różyczka (2010)
- Wyjazd integracyjny (2011)
- Młody Piłsudski (serial, 2018) – pilot oraz odc. 1 i 2
- Dom pod Dwoma Orłami (serial 2021)
- Kolejne 365 dni (2022)
- 365 dni. Ten dzień (2022)

## Nagrody i wyróżnienia[1]
- 2006: nominacja do Polskiej Nagrody Filmowej za scenografię do filmu Skazany na bluesa[2]
- 2011: nominacja do Polskiej Nagrody Filmowej za scenografię do filmu Różyczka[3]
- 2020: Nagroda za scenografię do pilota serialu Młody Piłsudzki na Birmingham Film Festival